# Моруцо
Мору̀цо (на италиански: Moruzzo; на фриулски: Murùs, Мурус) е село и община в Северна Италия, провинция Удине, автономен регион Фриули-Венеция Джулия. Разположено е на 267 m надморска височина. Населението на общината е 2366 души (към 2010 г.).